# Szarcula (Schlesische Beskiden)

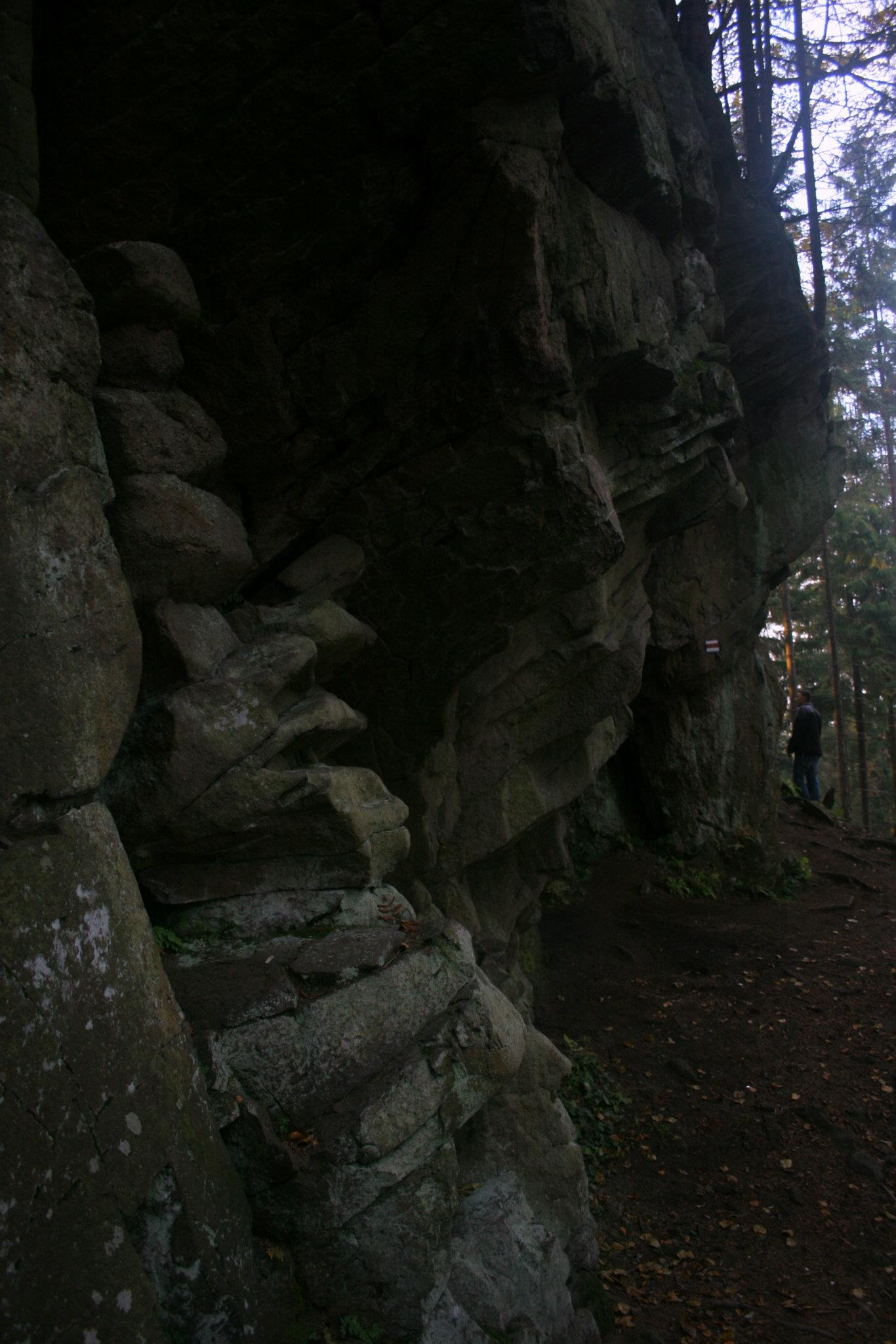
Dorkowa Skała

Der Szarcula ist ein Berg in Polen. Mit einer Höhe von 803 m ist er einer der niedrigeren Berge  im Barania-Kamm in den Schlesischen Beskiden. Der Berg ist ein beliebtes Touristenziel mit vielen Ausblicken auf die benachbarten Gebirge und das Tiefland. Er gehört zum Gemeindegebiet von Wisła. Unweit des Gipfels befindet sich der gleichnamige Gebirgspass sowie die Felsformation Dorkowa Skała.

## Tourismus
- Auf den Gipfel führen mehrere markierte Wanderwege von Wisła. Unweit des Gipfels verläuft der Beskiden-Hauptwanderweg.
- Unweit des Gipfels verläuft eine asphaltierte Straße in den ansonsten von der Außenwelt abgeschnittenen Ortsteil Istebnas Stecówka.